# Kalar
Der Kalar (russisch Кала́р) ist ein rechter Nebenfluss des Witim in der Region Transbaikalien im Südosten Sibiriens.
Der Kalar entspringt im Udokangebirge im Osten des Stanowoihochlands. Im Oberlauf trägt der Fluss den Namen Tschina (Чина). Er fließt zuerst nach Osten, wendet sich nach Süden und fließt schließlich in westlicher Richtung zum Witim. Das Kalargebirge verläuft nördlich des Unterlaufs des Kalar, das Jankangebirge südlich. Der Kalar hat eine Länge von 511 km. Sein Einzugsgebiet umfasst 17.400 km². Zwischen Mitte Oktober und Mitte Mai ist der Fluss eisbedeckt.